# Storena botenella
Storena botenella är en spindelart som beskrevs av Rudy Jocqué och Baehr 1992. Storena botenella ingår i släktet Storena och familjen Zodariidae.
Artens utbredningsområde är Sydaustralien. Inga underarter finns listade i Catalogue of Life.